# Jean-Claude Larronde
Jean-Claude Larronde Agerre (Bayona, 18 de agosto de 1946) es historiador e investigador francés. Está especializado en historia del nacionalismo vasco.

## Biografía
Estudió en la Facultad de Derecho de la Universidad de Burdeos y en el Instituto de Investigaciones Políticas. De 1972 es su tesis doctoral, que gira en torno al origen del nacionalismo vasco. Titulada El nacionalismo vasco. Su origen y su ideología en la obra de Sabino de Arana-Goiri vio la luz en 1977. Desde 1975, es consejero de las asociaciones comerciales como Angelun. Está casado con Isabelle Ajuriagerra.

### Obras
- El nacionalismo vasco. Su origen y su ideología en la obra de Sabino de Arana-Goiri. San Sebastián: Txertoa argitaletxeak 1977.
- Luis Arana Goiri 1862-1951. Historia del nacionalismo Vasco. Sabino Arana Fundazioa, 2010, ISBN: 8488379781
- L'Affaire Finaly Au Pays Basque, Baiona: Elkar, 2015. ISBN:10: 8490273367
- Eugene Goyheneche - Omenaldia / Hommage J.C.Larrondo koordinatzailea. Eusko Ikaskuntza, 2002. ISBN-10: 8484199290.
- Eskualerri Zaleen Biltzarra (1932-1937). Sabino Arana Fundazioa, 2015. ISBN-13: 978-8488379078
- Exilio y solidaridad - la liga internacional de amigos de los vascos. Bidasoa Liburuak, 1998. ISBN-10: 8488464150.
- Eusko Ikaskuntzaren Vii Kongresua I VII Congreso De Estudios Vascos. 2004. ISBN-13: 978-8484199311.
- Sabino de Arana Goiri. Bilbo: Mensajero argitaletxea, 2013. ISBN-13: 978-8427117433
- Los años oscuros. El nacionalismo vasco en la posguerra, 1937-1946, Alberdania argitaletxea, 2019. ISBN: 978-84-9868-521-3

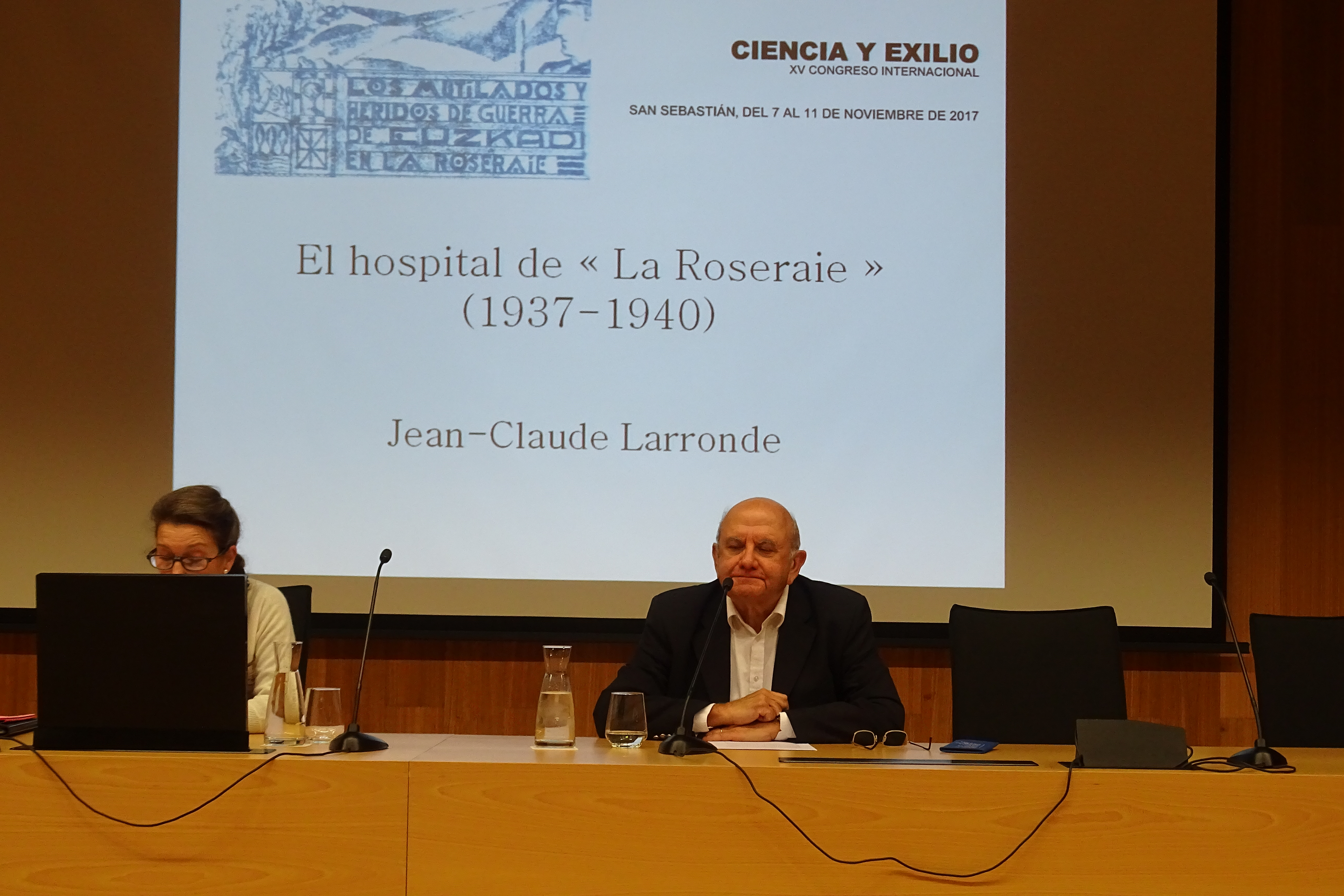
Jean-Claude Larronde y Isabelle Ajuriagerra, en San Sebastián, en el noviembre de 2017.